# Neukirchen an der Vöckla
Neukirchen an der Vöckla là một đô thị thuộc huyện Vöcklabruck thuộc bang Oberösterreich, Áo. Đô thị Neukirchen an der Vöckla có diện tích 24 km², dân số thời điểm năm 2019 là 2623 người.